# Tatopfer
Das Tatopfer ist in strafrechtlicher Hinsicht ein Rechtssubjekt, gegen das eine Straftat gerichtet ist oder gerichtet war.

## Allgemeines
Mit dem Tatopfer als Erkenntnisobjekt befasst sich speziell die Viktimologie. Das Strafrecht stellt dagegen den Straftäter und den Straftatbestand in den Vordergrund. Der Straftatbestand dient dabei dem Schutz der Freiheit und der seelischen und körperlichen Unversehrtheit des unmittelbaren Tatopfers, darüber hinaus dem Schutz der Freiheit des sich sorgenden Dritten und des Vermögens.
Bei einer Straftat gibt es drei wesentliche Einflussgrößen, und zwar den Straftäter, das Tatopfer und den Tathergang. Das Tatopfer gehört zu den phänomenologischen Faktoren. Rechtssubjekte als Tatopfer einer Straftat können sowohl natürliche Personen als auch Unternehmen oder der Staat sein. Tatopfer im engeren Sinne ist eine natürliche Person, die durch das Tatgeschehen einen Personenschaden erlitten hat, Tatopfer im weiteren Sinne eine natürliche oder juristische Person, die durch die Tat materiell oder ideell geschädigt wurde.
Nicht immer abzugrenzen ist das Tatopfer vom Tatobjekt. Das Tatobjekt ist beispielsweise beim Diebstahl die vom Dieb weggenommene fremde Sache, Tatopfer ist der Bestohlene. Opfer und Objekt können aber auch identisch sein wie etwa bei der Verschleppung (§ 234a StGB). Um den Status des Tatopfers zu erlangen, ist im Deliktsstadium die Vollendung erforderlich.

## Etymologie
Das Wort Opfer wurde ursprünglich ausschließlich für Opfer im religiösen Sinne verwendet. Das Alte Testament berichtet von Sachopfern, Tieropfern und Menschenopfern. „Nach einiger Zeit brachte Kain dem Herrn eine Gabe von den Früchten des Erdbodens dar “ (Gen 4,3 ); „Noah aber baute dem Herrn einen Altar und nahm von allem reinen Vieh und von allen reinen Vögeln und opferte Brandopfer auf dem Altar“ (Gen 8,20 ); „nimm Isaak, deinen einzigen Sohn, den du lieb hast, und geh hin in das Land Morijah und opfere ihn dort zum Brandopfer auf einem Berge“ (Gottes Befehl an Abraham in Gen 22,2 ).
Dasselbe Wort wird erst seit dem 19. Jahrhundert auch als Begriff für Personen, die einen Nachteil, Schaden oder eine Verletzung erlitten haben, verwendet. Zur strafrechtlichen Präzisierung wird dann vom Tatopfer gesprochen. Der Kriminologe Hans von Hentig veröffentlichte 1948 ein Buch, das die Grundlage für die Viktimologie legte. Das erste viktimologische Lehrbuch stellte 1968 unter anderem fest, dass das Tatopfer für die Tatverhinderung mitverantwortlich sei. Im strafprozessualen Kontext wird der emotionale Begriff des „Opfers“ dagegen kritisch betrachtet und der Begriff Verletzter bevorzugt.
Seit den 2000er Jahren ist auch Opfer als Schimpfwort im deutschen Sprachraum bekannt, ursprünglich verwendet nur von Jugendlichen türkischer Herkunft in Deutschland als Lehnübersetzung aus dem Türkischen. Zur Abgrenzung dazu wird für Opfer von Straftaten zunehmend der Begriff „Tatopfer“ verwendet.

## Deutschland

### Rechtsfragen
Das Tatopfer kommt beim Täter-Opfer-Ausgleich des § 46a StGB im Gesetzestext als „Opfer“ vor. Tatopfer sind nicht immer natürliche Personen. So ist beispielsweise beim Diebstahl (§ 242 StGB) das Tatopfer der Bestohlene, was sowohl eine natürliche Person (beim Taschendiebstahl) als auch ein Unternehmen (beim Ladendiebstahl) sein kann. Unternehmen sind ausschließlich Tatopfer beim Versicherungsmissbrauch (§ 265 StGB; Versicherer), dem Erschleichen von Leistungen (§ 265a StGB; Personentransportunternehmen) oder beim Kreditbetrug (§ 265b StGB; Kreditinstitute oder sonstige Kreditgeber). Beim Bankraub ist Tatopfer ein Kreditinstitut; geraten jedoch zufällig anwesende Kunden in die Schusslinie, sind auch diese Tatopfer. Der Staat ist bei Verbrechen gegen den Staat wie Landesverrat (§ 94 StGB), Geheimnisverrat (§ 95 StGB) oder geheimdienstliche Agententätigkeit (§ 99 StGB) Tatopfer, weil ein schwerer Nachteil für seine äußere Sicherheit droht oder eintritt.
Das Tatopfer muss nicht stets mit dem Täter direkt konfrontiert sein wie bei der Körperverletzung (§ 223 ff. StGB) oder beim Mord (§ 211 StGB), denn beim Wohnungseinbruchdiebstahl (§ 244 Abs. 1 Nr. 3, Abs. 4 StGB) ist das Opfer meist nicht anwesend. Die direkte Konfrontation zwischen Täter und Tatopfer beruht auf einer Soziodynamik des Tathergangs bei allen Delikten, die eine Konfrontation zwischen Täter und Opfer voraussetzen wie Betrug, Erpressung oder Raub. Bei der Konfrontation muss der Täter mindestens verbale Drohungen zur Einschüchterung seines Opfers einsetzen, um einen Taterfolg erzielen zu können. Dagegen „verwendet“ der Täter ein gefährliches Werkzeug, wenn er den Tatopfern ein Brecheisen „mit leichtem Druck in den Rücken“ hält, sich ihrer dadurch bemächtigt und sie zugleich auffordert, seinen Anweisungen zur Vermeidung nachteiliger Konsequenzen Folge zu leisten; dabei muss das Tatopfer das Nötigungsmittel und die Androhung seines Einsatzes wahrnehmen.
In zwei Fällen zielt der Täter irrtümlich und objektiv auf das falsche Tatopfer ab:
- Bei der aberratio ictus tritt der vom Straftäter beabsichtigte Taterfolg bei einem anderen als dem von ihm anvisierten Tatopfer ein (Beispiel: A will B töten und schießt; B bückt sich in dem Moment, sodass die Kugel die dahinter stehende unbeteiligte C trifft).[12]
- Beim error in persona verwechselt der Täter die anvisierte Person[13] aufgrund einer fehlerhaften Identifizierung[14]

Der Tatentschluss ist an das vom Täter ausgewählte Tatobjekt gebunden. In beiden Fällen ist der vom Täter beabsichtigte Taterfolg nicht eingetreten und die Bestrafung des Täters rechtlich umstritten.

### Opferschutz
Die psychischen Belastungen der Tatopfer durch das Strafverfahren werden durch verschiedene Rechtsnormen verringert. Das erste Opferschutzgesetz trat im April 1987 in Kraft. Ein wesentliches Ziel war die opferfreundliche Umgestaltung der Zeugenstellung, wobei der Gesetzgeber insbesondere die prozessuale Situation von Opferzeuginnen in Verfahren wegen Straftaten gegen die sexuelle Selbstbestimmung im Blick hatte. Nach § 24 Abs. 1 Nr. 3 GVG kann ein Tatopfer als Zeuge bei besonderer Schutzbedürftigkeit dadurch vor Mehrfachvernehmungen geschützt werden, dass Anklage zum Landgericht anstatt Amtsgericht erhoben wird. Die Gerichte sind stets gehalten, bei Entscheidungen über den Umfang der Beweisaufnahme Opferschutzinteressen besonders zu berücksichtigen. Für die Staatsanwaltschaften enthalten die Richtlinien für das Strafverfahren und das Bußgeldverfahren (RiStBV) weitere Handlungsanweisungen (Nr. 4c, 19 Abs. 1 und 19a RiStBV).
Das Opferentschädigungsgesetz regelt staatliche Leistungen für Menschen, die als Tatopfer erwerbsunfähig, hilflos oder pflegebedürftig geworden sind.
Gesetzlich definiert ist der Begriff des Verletzten in § 373b StPO. Nach § 406f Abs. 1 StPO können die nicht zur Nebenklage berechtigten Verletzten sich des Beistands eines Rechtsanwalts bedienen oder sich durch einen solchen vertreten lassen. Einem zur Vernehmung des Verletzten erschienenen anwaltlichen Beistand ist in der Regel die Anwesenheit gestattet (§ 406f Abs. 2 StPO).

### Statistik
Bei 780.788 Straftaten von Tätern über 21 Jahren gab es deutschlandweit im Jahre 2018 insgesamt 1.023 Mordopfer, 3.049 Totschlagsopfer, 616 fahrlässige Tötungen, 16.833 Opfer gegen die sexuelle Selbstbestimmung, 5.513 Vergewaltigungsopfer, 31.326 Raub/räuberische Erpressungsopfer, 8.586 räuberischer Diebstahl, 10.737 sonstige Raubüberfälle auf Straßen, 464.203 Körperverletzungen und 163.303 Opfer von sonstiger Gewaltkriminalität. 23,8 % aller Tatopfer schwerer Straftaten empfinden den Gerichtsprozess wegen der erneuten Begegnung mit dem Täter als unangenehm, 31,3 % widerstrebt die Konfrontation mit dem Täter.

## Österreich
Siehe Opfer (StPO-A).

## Kriminalistik
Die Kriminalistik bedient sich der Erkenntnisse der Biologie, Chemie, Logik, Physik oder Technik, sodass international die gleichen Bedingungen auch für die Tatopfer gelten.